# Simulium yuleae
Simulium yuleae är en tvåvingeart som beskrevs av Takaoka 1995. Simulium yuleae ingår i släktet Simulium och familjen knott. Inga underarter finns listade i Catalogue of Life.